# Justice transitionnelle
 (janvier 2023).
La justice transitionnelle (en anglais : transitional justice), parfois aussi dénommée « justice de transition » ou « justice en transition », désigne un ensemble de mesures judiciaires et non judiciaires permettant de remédier au lourd héritage des abus des droits humains dans les sociétés qui sortent d'un conflit armé ou d'un régime autoritaire. Son principe est qu’en promouvant la justice, la reconnaissance des victimes et la commémoration des violations passées, on multiplie les chances de la société de revenir à un fonctionnement pacifié et démocratique. Les quatre mesures centrales de la justice transitionnelle (procès, publication de la vérité, réparations et réformes administratives) sont destinées à garantir quatre objectifs : la reconnaissance, la confiance, l'État de droit et à terme la réconciliation. Les quatre droits reconnus aux victimes par la justice transitionnelle sont : le droit à la vérité, le droit à la justice, le droit à la réparation et la garantie de non-répétition (aussi dénommée non-récurrence). Ce sont les « principes Joinet » ou principes contre l'impunité, établis en 1997 par le juriste français Louis Joinet à la demande du Haut-Commissariat des Nations unies aux droits de l'homme. Le domaine de la justice transitionnelle est évolutif et intègre régulièrement de nouvelles approches innovantes susceptibles de répondre à l'un ou plusieurs de ses objectifs.

## Historique
L’idée de justice transitionnelle est généralement reconnue comme remontant aux tribunaux de Nuremberg et de Tokyo, lorsque, en 1945, les puissances alliées victorieuses élargissent les instruments de la justice pénale existante pour pouvoir juger les dirigeants et certains militaires japonais et allemands pour des crimes de guerre, des crimes contre l'humanité et des crimes contre la paix, tout en exonérant la grande majorité des personnes impliquées dans le nazisme ou le système idéologique japonais. Cette idée prend de l'ampleur et devient cohérente dans les années 1980 et suivantes, avec les procès d'anciens membres des juntes militaires en Grèce (1975) et en Argentine (1983). L'accent est alors mis sur la justice pénale avec une attention particulière à la promotion des droits de l’homme. La prise de conscience internationale qui en résulte conduit à une prise en compte accrue des droits humains dans l’établissement des lois et des conventions internationales. La priorité de la justice transitionnelle est alors la prise en compte des violations des droits de l'homme pendant la transition politique par des poursuites judiciaires et pénales suffisantes. Le concept d’une « justice » universelle incluant les droits de l’homme constitue donc le fondement de cette idée de justice transitionnelle. Il n’est donc pas étonnant que la littérature sur la justice transitionnelle soit initialement dominée par les avocats, le droit et les normes juridiques définissant la notion de droits et les processus judiciaires permettant de traiter les abus à l’encontre des droits de l’homme et de définir les responsabilités en la matière. Ainsi, la justice transitionnelle a ses racines à la fois dans le mouvement des droits de l’homme et dans celui du droit international et du droit humanitaire. Ces origines ont nécessairement rendu la justice transitionnelle « consciemment victimo-centrique ».
La fin des années 1980 et le début de la décennie suivante font évoluer les priorités de la justice transitionnelle. Sous l’impact des nombreux pays qui accédaient alors à la démocratie, la justice transitionnelle se transforme en un des outils de la démocratisation. Au-delà de ses habituelles questions de droit et de jurisprudence, elle s’ouvre aux questions politiques du développement d’institutions stables et de la refondation de la société civile. Les études de sciences politiques sur les processus de transition des régimes dictatoriaux vers des régimes démocratiques intégrèrent la justice transitionnelle à ce processus. Les défis à relever par la justice transitionnelle dans ce contexte sont nombreux : régler les différends du passé sans mettre en péril le processus démocratique, développer des forums judiciaires ou émanant de tierces parties permettant de résoudre les conflits, d’organiser les réparations, de créer les commémorations et de développer les contenus d’enseignements qui permettent de combler les lacunes culturelles et de traiter les traumatismes encore à vif. La justice transitionnelle bénéficie dès lors de l’apport des militants prodémocratie.
Une des innovations marquantes de cette deuxième époque est l’apparition des commissions de vérité et de réconciliation, d’abord en Argentine en 1983, puis au Chili en 1990 et en Afrique du Sud en 1995. Malgré les échecs à créer une telle institution en ex-Yougoslavie, il est probable que ces commissions voient le jour dans l’avenir pour régler les conflits dans différentes régions du Proche-Orient, plusieurs propositions ayant déjà été élaborées dans ce sens. Une autre innovation majeure est l’apparition d’une variété de programme de lustration dans les pays d’Europe centrale et orientale depuis les années 1990. Alors que certains pays basent leurs programmes dans ce domaine sur la révocation des personnels compromis à partir d’outils d’analyse exhaustifs, d’autres pays préfèrent des méthodes plus inclusives permettant d’offrir une seconde chance aux personnes compromises.
Ainsi le concept de justice transitionnelle a-t-il évolué, prenant en compte l’ensemble de la société en cause de manière exhaustive, d’une perspective tournée vers le passé vers une perspective tournée vers l’avenir, avec la consolidation de la démocratie comme principal objectif. Le consensus auquel sont parvenus les chercheurs et les praticiens est que les stratégies déployées à l’échelle d’une nation pour traiter les abus du passé peut contribuer à la détermination des responsabilités, à la fin de l’impunité, à la restauration de la relation entre l’État et les citoyens et à la reconstruction des institutions démocratiques.

## Objectifs
L’objectif premier d’une politique de justice transitionnelle est de mettre fin à la culture de l’impunité et d’établir l’état de droit dans un contexte de gouvernance démocratique. Les racines de la justice transitionnelle qui plongent dans la protection des droits juridiques et humains impliquent certaines obligations juridiques pour les États qui vivent des transitions. Il met au défi ces sociétés d’œuvrer activement pour une société fondée sur le respect des droits humains et où les responsabilités sont clairement définies et assumées. Dans ce contexte, la justice transitionnelle vise à :
- Stopper les violations des droits de l’homme qui seraient encore en cours,
- Enquêter sur les crimes commis dans le passé,
- Identifier les responsables des violations des droits de l’homme,
- Faire sanctionner ces responsables (dans toute la mesure du possible),
- Apporter des réparations aux victimes,
- Prévenir toute nouvelle violation,
- Réformer le secteur de la sécurité,
- Préserver et renforcer la paix, et
- Favoriser la réconciliation au plan interpersonnel comme à l’échelle nationale.

On peut donc identifier huit grands objectifs que la justice transitionnelle vise à servir : établir la vérité, offrir une tribune aux victimes, faire apparaître la responsabilité des auteurs des violations, renforcer l’état de droit, apporter des compensations aux victimes, réaliser des réformes institutionnelles, promouvoir la réconciliation et promouvoir le débat public.

## Stratégies
Pour être efficaces, les mesures de justice transitionnelle doivent faire partie d'une approche holistique. Il y a cinq grandes stratégies de justice transitionnelle.

### Poursuites pénales
L'enquête et la poursuite des crimes internationaux graves, tels que le génocide, les crimes contre l'humanité et les crimes de guerre contribuent à renforcer la primauté du droit en sanctionnant pénalement ceux qui violent les lois et démontrent que le crime ne sera pas toléré, et que les auteurs d’atteintes aux droits humains seront tenus responsables de leurs actes. Outre le cas historique du procès de Nuremberg, des exemples récents de tribunaux internationaux temporaires sont le Tribunal pénal international pour le Rwanda, le Tribunal pénal international pour l'ex-Yougoslavie, les tribunaux hybrides tels que le Tribunal spécial pour la Sierra Leone, les Chambres spéciales des tribunaux de district de Dili, les Chambres extraordinaires au sein des tribunaux cambodgiens et l'établissement de la Cour pénale internationale (CPI), en lui prêtant une compétence universelle. La CPI et les tribunaux internationaux temporaires sont des éléments clés lors des poursuites.

### Réparations
Les réparations visent à procurer des compensations aux victimes de violations des droits de l’homme ou à leurs ayants droit, de manière à corriger au moins en partie le mal qui leur a été fait, à les aider à surmonter les conséquences des violations subies et à leur permettre de se reconstruire. Les réparations peuvent inclure des paiements d’argent, des avantages sociaux comme l’accès gratuit aux soins ou à l’éducation et des compensations symboliques comme des excuses publiques. Exemple de ces réparations : la "Déclaration de réconciliation" et les excuses du gouvernement canadien envers les familles canadiennes autochtones dont les enfants leur avaient été enlevés pour les placer dans des pensionnats indiens dirigées par les églises ; le gouvernement canadien a créé un fonds de 350 millions de dollars pour aider les personnes touchées par ces placements. Une démarche analogue a eu lieu envers les peuples aborigènes d’Australie lorsqu’en février 2008, à la suite de la campagne du National Sorry Day, le premier ministre Kevin Rudd exprima publiquement des excuses du gouvernement fédéral envers les autochtones.

### Recherche de la vérité
La recherche de la vérité englobe toutes les initiatives qui permettent de faire des recherches pour documenter les crimes et violations des droits de l’homme et les torts faits aux victimes. Ces processus permettent d’examiner les faits et de les accepter afin d’éviter toute répétition des mêmes faits. La recherche historique permet d’éviter que des régimes dictatoriaux ne réécrivent l’histoire et n’entretiennent une attitude de déni. Elle permet aux victimes de faire leur processus de deuil en obtenant les informations sur les événements, par exemple dans le cas des « personnes disparues », et en comprenant les atrocités endurées par les victimes. Les mesures à prendre pour faciliter la recherche de la vérité peuvent comprendre : des lois sur la liberté de l’information, la déclassification des archives, des enquêtes et des « commissions de vérité ».

#### Les «commissions de vérité»
Les « commissions de vérité » sont des commissions d’enquête non judiciaires visant à mettre au jour les crimes et violations des droits de l’homme commis par un gouvernement ou par des acteurs non étatiques. Une quarantaine de ces commissions ont été créées de par le monde. Un exemple est la commission vérité et réconciliation en Afrique du Sud, établie pour aider à surmonter l’héritage de l’apartheid et réduire les tensions dans le pays.

### Mémoire et mémoriaux
Les mémoriaux sont destinés à préserver et entretenir la mémoire de personnes ou d’événements au moyen de cérémonies, monuments, musées et autres commémorations. Dans le cadre de la justice transitionnelle, ils permettent d’honorer ceux qui sont morts pendant des conflits ou d’autres atrocités, à examiner le passé, à traiter les questions du présent et à témoigner du respect aux victimes. Ils peuvent aider à enregistrer certains événements pour prévenir toute attitude de déni et faciliter l’apaisement par rapport au passé. Citons à titre d’exemple les monuments, la cérémonie de prière annuelle et les fosses communes qui furent créées au nord de l’Ouganda à la suite des guerres meurtrières conduites dans cette région par et contre la milice génocidaire qui se faisait appeler l'Armée de résistance du Seigneur (en anglais : Lord’s Resistance Army).

### Réforme institutionnelle
Dans des régimes dictatoriaux, des institutions publiques telles que la police, l’armée ou les tribunaux sont souvent impliquées plus ou moins gravement dans la répression et dans les violations des droits de l’homme. Quand les sociétés connaissent une transition vers un système démocratique, ces institutions doivent être réformées afin de prévenir toute répétition des mêmes faits. Les réformes à faire incluent le processus de restructuration de ces institutions afin qu’elles respectent les droits de l’homme et l’état de droit, mais aussi des mesures telles que l’épuration, la lustration et le « désarmement, démobilisation et réintégration » (DDR). L’épuration est le processus de révocation des fonctionnaires corrompus ou coupables de violations des droits de l’homme. Par exemple en Afghanistan, les listes électorales des élections de 2009 et 2010 avaient été épurées. La lustration est un processus similaire, le mot faisant particulièrement référence aux processus appliqués dans les anciens pays communistes d’Europe centrale et orientale après la fin de la guerre froide. Il ne s’ensuit pas nécessairement une exclusion des personnes concernées de la fonction publique. Plusieurs états ont adopté des procédures permettant de réintégrer ces personnes moyennant une reconnaissance des faits et leur dénonciation. Enfin les programmes de DDR aident les anciens miliciens et combattants à retrouver une place dans la société.
Un exemple de réforme institutionnelle provient de Tunisie : sous le régime de Ben Ali, les tribunaux facilitaient souvent la corruption. La révocation du personnel judiciaire impliqué dans ces affaires est l’un des axes de travail du gouvernement actuel pour réparer ces abus.

### Prévalence de la justice transitionnelle
Depuis le début des années 1980, les États confrontés à une phase de transition vers la démocratie ont utilisé une vaste palette d’instruments de justice transitionnelle participant à la prise en compte du passé et à la construction de leur fonctionnement démocratique. Des outils tels que les procès, les « commissions de vérité », les réparations, la lustration, les musées et d’autres lieux de mémoire ont été utilisés soit isolément, soit combinés entre eux pour traiter les suites des violations des droits de l’homme. Diverses études allant de la prise de décision quant au choix de la stratégie jusqu’à la mise en œuvre d’une politique de justice transitionnelle et ses impacts sur la stabilité future de la société en question ont été menées par des universitaires ces dernières années. Celle de Kathryn Sikkink and Carrie Booth Walling, publiée en 2006, est particulièrement éclairante ; ils décrivent dans leur article ce qu’ils appellent la « cascade de la justice », le fait que les « commissions de vérité » et les procès au titre des droits de l’homme réalisés entre 1979 et 2004 ont provoqué une « judiciarisation » de la politique tant régionale qu’internationale. Sur les 192 pays examinés, 34 avaient utilisé des « commissions de vérité » et 50 avaient conduit au moins un procès au titre des droits de l’homme dans un cadre transitionnel. Deux tiers des quelque 85 pays recensés comme étant en formation ou en transition avaient utilisé soit des procès soit des « commissions de vérité » comme outils de justice transitionnelle, et plus de la moitié avaient essayé un processus judiciaire. L’utilisation de ces outils n’est donc pas une pratique isolée ou marginale, mais une pratique sociale très fréquente au sein des pays en transition.

### Évaluation par la Banque Mondiale
Dans son rapport 2011 (le 2011 World Development Report on Conflict, Security, and Development) , la Banque mondiale établit un lien entre la justice transitionnelle, la justice et le développement. Ce rapport explore comment des pays peuvent éviter de nouveaux cycles de violence et met en lumière l’importance de la justice transitionnelle, mettant particulièrement en avant que c’est là l’un des « signaux » que les gouvernements peuvent utiliser pour montrer qu’ils entendent rompre avec les pratiques du passé. Il souligne aussi que les mesures de justice transitionnelle peuvent démontrer l’importance accordée à la responsabilité de chacun et à l’amélioration de la capacité institutionnelle.

### Réduction de l'indice de violence politique
L'étude menée en 2006 par Sikkink et Walling compare la situation des droits de l’homme dans plusieurs pays d’Amérique latine avant et après les procès de justice transitionnelle. Elle permet d’établir que parmi les 14 pays ayant eu au moins deux de ces procès, onze avaient amélioré leur indice de violence politique (en) (en anglais Political Terror Scale ou PTS) après ces procès. Ceux de ces pays qui avaient mis en place à la fois des commissions de vérité et des procès contre les coupables d’atteinte aux droits de l’homme avait davantage amélioré leur indice PTS que les pays qui n'avaient organisé que des procès.

### Influence des leaders politiques sur le processus
Une autre manière d’évaluer les campagnes de justice transitionnelle, c’est le constat que les décideurs politiques ont moins de contrôle sur ses méthodes de travail qu’ils ne le pensent. Quelles que soient leurs positions personnelles, ils ne sont pas en mesure d’empêcher la mise en place de ces politiques. Dans son livre Juger le passé dans l’Allemagne réunifiée (Judging the Past in Unified Germany, 2001), James McAdams montre que certains hommes politiques ouest-allemands, dont le chancelier Helmut Kohl voulaient empêcher l’accès du public aux archives de la Stasi (la police secrète est-allemande), mais que les pressions des dissidents est-allemands les en ont empêchés.

## Défis

### Difficultés pratiques
Depuis son apparition, la justice transitionnelle a rencontré de nombreux défis, tels que d’identifier les victimes, de décider de punir ou non les acteurs de niveau intermédiaire, d’éviter de tomber dans une « justice des vainqueurs », de trouver les ressources nécessaires pour les compensations, les procès et les réformes institutionnelles. Il arrive aussi que la période de transition n’aboutisse qu’à une paix ou à une démocratie fragile. Dans une transition, le dilemme des nouveaux gouvernants est de clarifier les responsabilités pour les crimes passés sans faire courir de risques à la transition démocratique.

### Faiblesses de l’appareil judiciaire régional
De plus, le système judiciaire existant peut s’avérer faible, corrompu ou inefficace ce qui rend difficile l’obtention d’une justice effective. Des observateurs tels que Makau W. Mutua (en) ont souligné les difficultés que soulève l’utilisation d’un des principaux outils de la justice transitionnelle, les procès. À partir de l’exemple du Tribunal international mis en place au Rwanda en 1994, il soutient que cela « sert à rejeter la responsabilité, à asservir les consciences à des États qui ne cherchèrent pas à arrêter le génocide… et, en large part, à masquer l’illégitimité du régime tutsi ». Au total, conclut-il, « des tribunaux tels que ceux du Rwanda ou de Yougoslavie sont moins importants s’ils peuvent pas être utilisés sans biais pour corriger les transgressions, à moins qu’ils n’aient un effet dissuasif sur le comportement des criminels en puissance ».

### Fragilisation des poursuites judiciaires par certaines «commissions de vérité»
Plus récemment, Lyal S. Sunga (en) a soutenu que, à moins que les « commissions de vérité » ne soient établies et conduites en conformité avec les règles du droit international en matière de droits de l’homme, de justice criminelle et de droit humanitaire, elles risquent d’interférer avec les procédures pénales et de les fragiliser, que ces procédures se situent au niveau national ou international, cela en particulier lorsque ces commissions utilisent l’amnistie, voire l’amnistie totale, à l’égard des coupables de crimes graves. En contrepartie, les procédures judiciaires doivent se placer davantage du point de vue des victimes et replacer les événements dans la perspective globale. Sunga propose dix principes pour rendre les commissions vérité et réconciliation complémentaires des poursuites pénales en accord avec le droit international.

### Compromis entre justice et vérité
Les critiques qui précèdent peuvent conduire les universitaires comme les praticiens à s’interroger sur celui des objectifs qui est le plus important parmi tous ceux attribués à la justice transitionnelle, voire s’il est seulement réaliste d’envisager de les atteindre. Les commissions de vérité peuvent apparaitre comme un mauvais compromis et une insulte à l’état de droit puisqu’elles troquent les condamnations et les indemnisations contre la vérité par le biais des amnisties. Cela soulève des questions encore plus fondamentales, telles que : la vérité peut-elle être réellement établie ? Toutes les victimes peuvent-elle se voir offrir une compensation ou même une simple tribune ? Tous les coupables de crimes peuvent-il être amenés devant la justice ? Ou bien est-il suffisant de reconnaître l’existence des atrocités et que les victimes doivent recevoir une compensation au regard de leurs souffrances ? Se concentrer trop étroitement sur ces défis de la justice transitionnelle peut faire perdre de vue le sens de la démarche. Son but est une recherche permanente de la vérité, de la justice, du pardon et de la guérison, et les efforts consentis dans ce sens aident d’anciens ennemis à s’accepter et à se côtoyer. Bref, le passé doit être traité pour ouvrir la voie à l’avenir. Même si l’impact de la justice transitionnelle peut parfois paraître marginal, le résultat attendu en vaut la peine.

### Compromis entre paix et justice
Un autre défi est la tension entre la paix et la justice, qui résulte des aspects contradictoires des deux objectifs. Bien qu’il soit généralement admis que les deux sont nécessaires pour réussir la réconciliation, les avis divergent sur l’ordre de priorité dans lequel placer les deux objectifs : faut-il atteindre d’abord la justice ou la paix ? Les partisans de l’école de la justice soutiennent que si tous les coupables d’atteintes aux droits de l’Homme ne sont pas jugés, la culture de l’impunité se propagera dans le nouveau régime et l’empêchera de réaliser complètement sa transition. Les partisans de l’école de la paix répliquent que la seule manière de mettre fin à la violence est d’accorder des amnisties et mener des négociations pour amener les criminels à déposer les armes . Des exemples tels que celui de l’Irlande du nord montrent l’efficacité de ces amnisties sélectives pour mettre fin à un conflit. Les plus récents développements dans le domaine des situations post-conflit tendent toutefois à faire pencher la balance du côté de l’école de la justice, soulignant le fait que seule une justice équitablement rendue aux victimes permet d’éviter la reprise d’une guerre ou d’une guerre civile. Un débat dans les colonnes de The Economist en 2011 conclu par un sondage montrait que 76 % des participants au débat étaient de cet avis.

## Perspectives d’avenir

### Édification d’États démocratiques
Le nombre actuel de chantiers de construction ou de reconstruction d’États démocratiques, dans des situations post-conflit ou non, rend la justice transitionnelle pertinente dans de très nombreux cas. Même si les statistiques concernant son efficacité sont a priori encourageantes, il appartient à chaque État de déterminer quels dispositifs seront le mieux à même de lui permettre d’atteindre ses objectifs. Afin d’éviter de causer des déceptions parmi les victimes de la violence, l’État doit aussi s’assurer que le public soit bien informé quant aux buts et aux limites de ces dispositifs.

### Un chantier interdisciplinaire
Le succès de la justice transitionnelle ne montre aucun signe d’affaiblissement et devient au contraire un des éléments-clé du discours de la politique de transition au XXIe siècle, comme le montrent l'incorporation des politiques, des outils et des programmes de justice transitionnelle dans les opérations de consolidation de la paix et les processus de démocratisation par les Nations unies (ONU) et par de nombreuses organisations de promotion de la démocratie locale et internationale, comme l'Institut international de Stockholm d'assistance électorale et la démocratie (International IDEA) et de nombreux d'autres. Cela est également confirmé par la mise sur pied d'organisations non gouvernementales internationales (OING) et de réseaux dédiés comme le Centre international pour la justice transitionnelle (ICTJ), la justice African Transitional Justice Research Network (ATJRN) et de centres de recherche comme le Transitional Justice Institute (en). Les publications universitaires comme le Journal international de Justice transitionnelle contribuent également à la construction d'un domaine interdisciplinaire avec l'espoir que les innovations futures seront adaptées à la situation spécifique de chaque État et contribueront à des transitions politiques qui traitent le passé et ainsi établissent des garanties pour le respect des droits de l’homme et la démocratie.

### Prise en compte des enfants
En septembre 2011, le Centre international pour la justice transitionnelle (ICTJ) a publié un rapport appelant à une meilleure compréhension des effets de mesures de la justice transitionnelle traditionnelle du point de vue des enfants. Ce rapport identifie les enfants comme une large section de la population trop souvent exclue des réflexions de la justice transitionnelle traditionnelle. Afin de corriger ce déséquilibre, une nouvelle perspective centrée sur l’enfant est nécessaire.

## Quelques procès importants
- Loayza–Tamayo v. Peru, 1998 Inter-Am. Ct. H.R. (ser. C) No. 42 (November 27, 1998)
- Garrido and Baigorria v. Argentina, 1998 Inter-Am. Ct. H.R. (ser. C) No. 39, 72 (August 27, 1998)
- Moiwana Community v. Suriname, 2005 Inter-Am. Ct. H.R. (ser. C) No. 124, 100 (June 15, 2005)

### En français
- "La justice transitionnelle : une voie vers la réconciliation et la construction d’une paix durable", actes de la 2e conférence régionale sur la justice transitionnelle, tenue du 17 au 19 novembre 2009 à Yaoundé, au Cameroun, Carol Mottet, Christian Pout éditeurs, Copyright : 2009 Mediaw4Peace, Département fédéral des affaires étrangères de Suisse, Ministère des affaires étrangères et européennes de France, Centre des Nations unies pour les droits de l’homme et la démocratie en Afrique centrale (Cameroun)
- Kora Andrieu, "Confronter le passé de la dictature en Tunisie, la loi de justice transitionnelle » en question", Institut de Relations Internationales Et Stratégiques (IRIS), Paris, 2014
- DIGNEFFE et PIERENS [dir.], Justice et Gacaca : L'expérience rwandaise et le génocide, Presses universitaires de Namur, Namur, 2003.
- "La notion de justice transitionnelle a-t-elle un sens ? " Conférence du professeur de droit public Fabrice Hourquebie
- "La recherche d’une paix durable à travers la justice transitionnelle et le rôle de la mémoire: Un regard sur la Tunisie contemporaine"https://www.redalyc.org/jatsRepo/5638/563864288009/index.html

### En anglais
- (en) Restoring Justice After Large-scale Violent Conflicts : Kosovo, DR Congo and the Israeli-Palestinian Case, William Publishing, 2008, 483 p. (ISBN 978-1-84392-302-2 et 1-84392-302-5, lire en ligne)
- (en) Helena Cobban, AMNESTY AFTER ATROCITY : Healing Nations after Genocide and War Crimes, Boulder, CO, Paradigm Publishers, 2007, 284 p. (ISBN 978-1-59451-316-9) The final chapter of this book is available online at « Restoring Peacemaking, Revaluing History » (consulté le 1er janvier 2008)
- CLARK, The gacacas courts, post genocide justice and reconciliation in Rwanda : justice without lawyers, Cambridge University Press, New York, 2010, 310 p.,  (ISBN 978-0-521-19348-1)
- M. Drumbl, Collective Violence and individual Punishment: The Criminality of Mass Atrocity, Northwestern University Law Review 99, 2005, p. 539-610
- Roman David, Lustration and Transitional Justice, Philadelphia: Pennsylvania University Press, 2011.
- Kritz, Neil, ed. (1995). Transitional Justice: How Emerging Democracies Reckon with Former Regimes, Vols. I–III. Washington, D.C.: U.S. Institute of Peace Press.
- McAdams, A. James (2001). "Judging the Past in Unified Germany." New York, NY: Cambridge University Press.
- Martin, Arnaud, ed. (2009). La mémoire et le pardon. Les commissions de la vérité et de la réconciliation en Amérique latine. Paris: L'Harmattan.
- Mendez, Juan E. (1997). "Accountability for Past Abuses." Human Rights Quarterly 19:255.
- Nino, Carlos S. (1996). Radical Evil on Trial. New Haven, Conn.: Yale University Press.
- Lavinia Stan, ed., Transitional Justice in Eastern Europe and the Former Soviet Union: Reckoning with the Communist Past, London: Routledge, 2009.
- Ruti Teitel, "Transitional Justice", Oxford University Press, 2000.
- Zalaquett, Jose (1993). "Introduction to the English Edition." In Chilean National Commission on Truth and Reconciliation: Report of the Chilean National Commission on Truth and Reconciliation, trans. Phillip E. Berryman. South Bend, Ind.: University of Notre Dame Press.

### En français
- Site des Nations unies , Haut-Commissariat aux Droits de l’homme, bureau du Togo
- Site de ONU Femmes

### En anglais
- United Nations Rule of Law: Transitional Justice Article sur la relation entre la justice transitionnelle, l’Etat de droit et les Nations unies
- Bibliographie très complete sur la justice transitionelle sur « University of Wisconsin's Transitional Justice Data Base Project » (2300 références)
- Centre international pour la justice transitionnelle (USA) International Center for Transitional Justice (ICTJ) web page.
- Governance and Social Development Resource Centre (Royaume uni) Topic guide on transitional justice
- Information sur la justice transitionnelle en ex-Yugoslavie sur le site de “Balkan Insight”Balkan Transitional Justice
- Podcast d’une conférence à Oxford devant la “Foundation for Law, Justice and Society” par le Professeur Mark Drumbl, Directeur du “Transnational Law Institute”, Washington and Lee University Justice After Atrocity: A Cosmopolitan Pluralist Approach
- Vidéo de juillet 2010 : présentation de David Tolbert, Président du “International Center for Transitional Justice”, et d’autres experts au “Woodrow Wilson International Center for Scholars” à  Washington Transitional Justice in Post-Conflict Societies: What Works Best?